# Lebensphilosophie

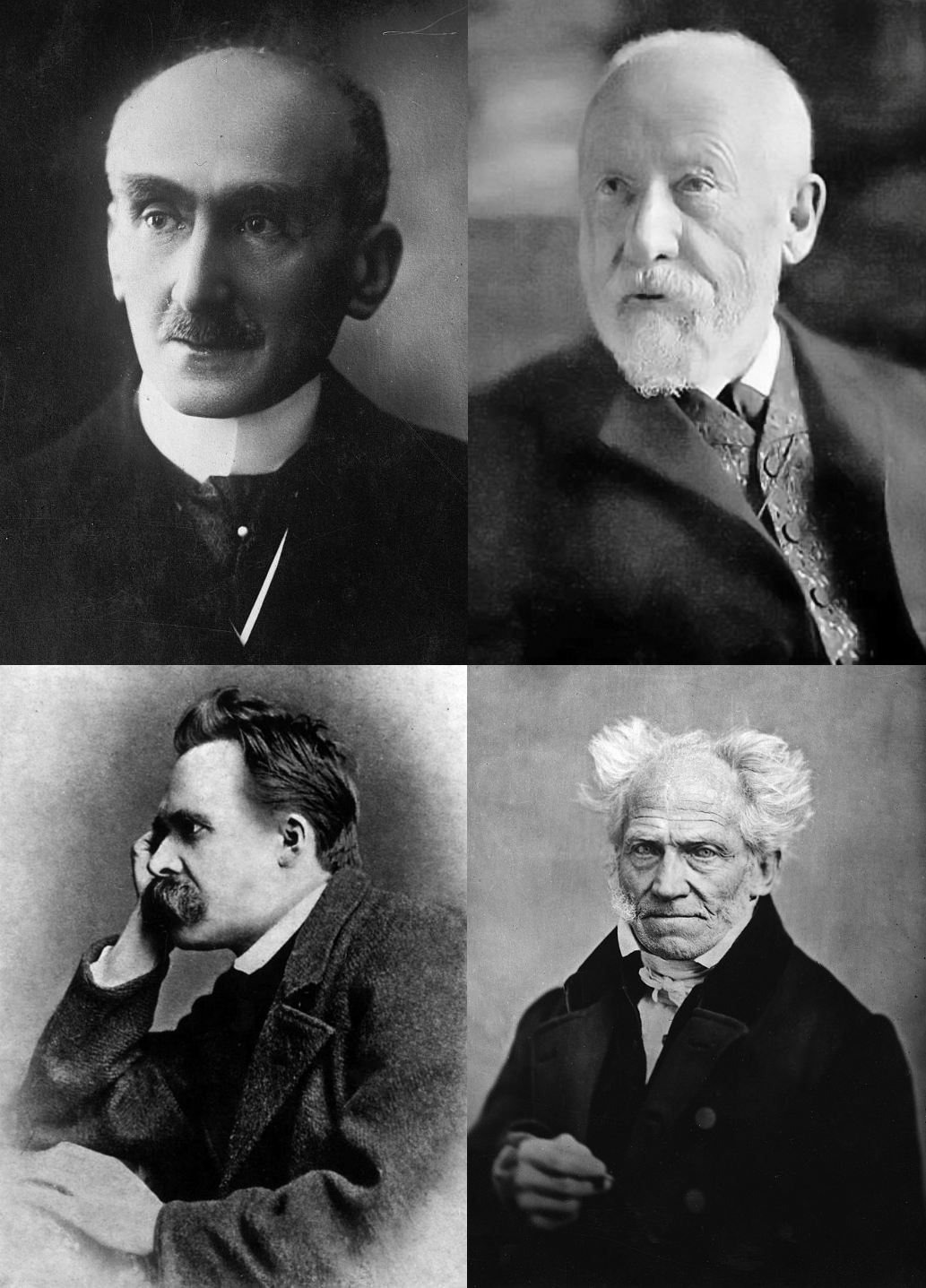
Bergson, Dilthey, Schopenhauer und Nietzsche.

Lebensphilosophie ist eine im 19. Jahrhundert entstandene Strömung der Philosophie, die in Frankreich von Henri Bergson und in Deutschland von Wilhelm Dilthey als Gegenentwurf zum Positivismus und zum Neukantianismus entwickelt wurde, die nach Ansicht der Lebensphilosophie mit einseitiger Betonung der Rationalität nach Art der Naturwissenschaften das Werden des Lebens, insbesondere seine Ganzheitlichkeit allein mit Begriffen und Logik nur unzureichend erfassten und beschrieben. Zu einem umgreifenden Leben gehörten ebenso nicht-rationale, kreative und dynamische Elemente. Ausgangspunkt der Lebensphilosophie ist die konkrete Erfahrung des Menschen, die neben der Vernunft auch Intuition, Instinkt, Triebe und Willen umfasst, und die durch seine historischen Bedingungen geprägt ist. Bereits Ende des 18. Jahrhunderts hatte sich eine Philosophie des Lebens entwickelt, die sich aber eher als eine Philosophie der Lebenskunst verstand, vergleichbar mit der Ars vivendi in der Antike.
Die philosophischen Ansätze der Vertreter der Lebensphilosophie sind so unterschiedlich, dass es unmöglich ist, einheitliche Kriterien für diese Denkrichtung aufzustellen, die über die Tatsache hinausgehen, dass das Phänomen des Lebens als Untersuchungsgegenstand im Zentrum steht. Gemeinsam ist ihnen die negative Abgrenzung gegen Rationalismus, Intellektualismus, Szientismus und ein materialistisches Weltbild. Als Kritik des Rationalismus und der Aufklärung ist sie schon bei Schopenhauer und Nietzsche angelegt, die daher als Vorläufer der Lebensphilosophie angesehen werden können, auch wenn sie den Terminus noch nicht kannten. Die Lebensphilosophie beeinflusste Vertreter der Existenzphilosophie, aber auch Edmund Husserl, der den Begriff der Lebenswelt in seiner späten Philosophie zu einer grundlegenden Kategorie machte.

## Wurzeln
Die Wurzeln der Lebensphilosophie gehen zurück auf die von Immanuel Kant in Hinblick auf Christian Wolff getroffene Unterscheidung zwischen theoretischer Schulphilosophie und einer Philosophie nach dem Weltbegriff, die aus dem Leben selbst kommend auf das praktische Leben zielt. Lebens- und Weltweisheit waren im ausgehenden 18. Jahrhundert in höheren Gesellschaftskreisen Modebegriffe. Die Lebensphilosophie war weniger eine spezifische philosophische Lehre als eine bestimmte kulturelle Stimmung, die weite Teile der Intelligenz beeinflusste. Lebensphilosophie wurde gleichgesetzt mit der im späten 18. Jahrhundert verbreiteten Popularphilosophie, die sich gezielt von der Schulphilosophie absetzte und als Philosophie des praktischen Handelns einer allgemeinen Verbreitung der Gedanken der Aufklärung verschrieben hatte. Die Lebens- und Weltweisheiten werden seit dieser Zeit häufig in Aphorismen dargestellt, etwa bei Friedrich Heinrich Jacobi in den Fliegenden Blättern: „Philosophie ist ein inwendiges Leben. Ein philosophisches Leben ist ein gesammeltes Leben. Durch wahre Philosophie wird die Seele still, zuletzt andächtig.“ Begriffsgeschichtlich sind als erste Arbeiten zu verzeichnen von Gottlob Benedict von Schirach: Ueber die menschliche Schönheit und Philosophie des Lebens aus dem Jahr 1772 sowie von Karl Philipp Moritz: Beiträge zur Philosophie des Lebens aus dem Jahr 1780 (1791 bereits in dritter Auflage). Charakteristisch für diese Lebensphilosophie steht Goethes Vers:

„Grau, teurer Freund, ist alle Theorie, und grün des Lebens goldner Baum.“

Neuen Zuspruch erhielt die Lebensphilosophie in der romantischen Bewegung. Romantiker wie Novalis betonten, dass nicht allein die Vernunft, sondern auch das dem Leben enger verwandte Fühlen und Wollen in der Philosophie berücksichtigt werden müsse. „Philosophie des Lebens enthält die Wissenschaft vom unabhängigen, selbstgemachten, in meiner Gewalt stehenden Leben – und gehört zur Lebenskunstlehre – oder dem System der Vorschriften sich ein solches Leben zu bereiten.“ Gegen diese Art der „Salonphilosophie“ wandte sich 1794 Immanuel Kant mit der Schrift Über den Gemeinspruch: Das mag in der Theorie richtig sein, taugt aber nicht für die Praxis. Zu breiterer Beachtung verhalfen der Lebensphilosophie 1827 Friedrich Schlegels Vorlesungen über die Philosophie des Lebens, die sich ausdrücklich gegen die Systemphilosophen Kant und Hegel richteten. Die formalen Konzepte der Schulphilosophie, wie etwa die Logik, betrachtete Schlegel nur als Vorbereitung, nicht aber als die Philosophie selbst. Diese muss vermitteln zwischen Vernunftphilosophie und Naturwissenschaft. Es gilt „das innere geistige Leben, und zwar in seiner ganzen Fülle“ zu erforschen. Die „deutende Seele“ umfasst das volle Bewusstsein und nicht nur die Vernunft. „In der deutenden Seele aber ist sowohl die unterscheidende, verbindende, folgernde Vernunft, als die sinnende, erfindende, ahnende Fantasie mit inbegriffen; beide Kräfte umfasst sie, in der Mitte zwischen ihnen stehend. Aber auch zwischen Verstand und Willen bildet sie den Wendepunkt des Übergangs, und füllt, als das verbindende Mittelglied, die Kluft aus, welche zwischen beiden liegt und beide trennt.“
Bei Arthur Schopenhauer finden sich erste Ansätze zur Lebensphilosophie, wenn er nicht mehr die Vernunft, sondern den Willen und damit das faktische Leben in den Mittelpunkt seines Denkens stellt. Der Wille ist das Primäre, die Basis der Vorstellungen. Er ist ein blinder, unaufhaltsamer Drang, der die ganze Natur umfasst. Vernunft und Erkenntnis sind von ihm abhängig und Ausdruck des Willens. Im Willen schlägt sich die ganze Lebenskraft der Welt nieder. „Da der Wille, das Ding an sich, der innere Gehalt das Wesentliche der Welt ist; das Leben, die sichtbare Welt, die Erscheinung, aber nur der Spiegel des Willens; so wird diese den Willen so unzertrennlich begleiten, wie den Körper sein Schatten: und wenn Wille da ist, wird auch Leben, Welt daseyn. Dem Willen zum Leben ist also das Leben gewiß.“ Schopenhauer beschreibt im Kapitel 46 von Die Welt als Wille und Vorstellung mit dem Titel „Von der Nichtigkeit und dem Leiden des Lebens“ den Menschen als leidendes und verlorenes Individuum, das erst durch den Tod seine Erlösung findet. Der Mensch lebt in einem stetigen Verlangen mit grenzenlosen Wünschen und unerschöpflichen Ansprüchen, so dass er niemals Glück und Erlösung finden kann. Erfüllt sich ein Wunsch, wird er unmittelbar unwirklich und es verbleiben stets nur Trauer und Schmerz. Auf diese Weise ist das Leben des Menschen Nichtigkeit, Leerheit (vanitas) und Eitelkeit, bedeckt durch den trügerischen, alles verhüllenden Schleier der Maya. Im irdischen Leben kann der Mensch dieser Leere nur durch Enthaltsamkeit und Askese entgehen, deren höchste Form, die vollständige Kontemplation, in der Kunst zu finden ist. Ergänzende Betrachtungen zur Lebenspraxis finden sich in den Aphorismen zur Lebensweisheit (Parerga und Paralipomena)
Auch Friedrich Nietzsche gilt mit seiner kritischen Kulturphilosophie als Vorläufer der Lebensphilosophie. Bereits in seinem Frühwerk Die Geburt der Tragödie stellte er das rationale Denken, das Apollinische, dem triebhaften Streben, dem Dionysischen, gegenüber. Rückblickend stellte er in der Götzendämmerung fest: „Das Jasagen zum Leben selbst noch in seinen fremdesten und härtesten Problemen; der Wille zum Leben im Opfer seiner höchsten Typen der eignen Unerschöpflichkeit frohwerdend – das nannte ich dionysisch, das errieth ich als die Brücke zur Psychologie des tragischen Dichters.“ Im ganzen Werk entwickelte Nietzsche Gedanken, die als Anregung für die Lebensphilosophie gelten. Hier zu nennen sind etwa der Titel seines Werkes Menschliches, Allzumenschliches oder die die Betrachtung des Weltgeschehens als organische Struktur und die Konzepte des Willen zur Macht und der Ewigen Wiederkunft. Nietzsche wendete dabei Schopenhauers Konzept vom Willen als dem Willen zum Leben um in die Formel vom Willen zur Macht, der alles Leben beherrscht.
Wo ich Lebendiges fand, da fand ich Willen zur Macht; und noch im Willen des Dienenden fand ich den Willen, Herr zu sein. […]
Und diess Geheimniss redete das Leben selber zu mir. „Siehe, sprach es, ich bin das, was sich immer selber überwinden muss.
„Freilich, ihr heisst es Wille zur Zeugung oder Trieb zum Zwecke, zum Höheren, Ferneren, Vielfacheren: aber all diess ist Eins und Ein Geheimniss.
„Lieber noch gehe ich unter, als dass ich diesem Einen absagte; und wahrlich, wo es Untergang giebt und Blätterfallen, siehe, da opfert sich Leben — um Macht!
„Dass ich Kampf sein muss und Werden und Zweck und der Zwecke Widerspruch: ach, wer meinen Willen erräth, erräth wohl auch, auf welchen krummen Wegen er gehen muss!
„Was ich auch schaffe und wie ich’s auch liebe, — bald muss ich Gegner ihm sein und meiner Liebe: so will es mein Wille.
„Und auch du, Erkennender, bist nur ein Pfad und Fusstapfen meines Willens: wahrlich, mein Wille zur Macht wandelt auch auf den Füssen deines Willens zur Wahrheit!
„Der traf freilich die Wahrheit nicht, der das Wort nach ihr schoss vom „Willen zum Dasein“: diesen Willen — giebt es nicht!
„Denn: was nicht ist, das kann nicht wollen; was aber im Dasein ist, wie könnte das noch zum Dasein wollen!
„Nur, wo Leben ist, da ist auch Wille: aber nicht Wille zum Leben, sondern — so lehre ich’s dich — Wille zur Macht!
„Vieles ist dem Lebenden höher geschätzt, als Leben selber; doch aus dem Schätzen selber heraus redet — der Wille zur Macht!“ —

## Lebensphilosophie als systematische Philosophie
Die philosophische Strömung der Lebensphilosophie Ende des 19. Jahrhunderts geht über den 100 Jahre zuvor erhobenen Anspruch, dem praktischen Leben eine Orientierung zu geben, deutlich hinaus. Die modernen Lebensphilosophen setzen sich kritisch mit der neuzeitlichen Erkenntnistheorie und Ontologie auseinander und suchen einen systematischen Standpunkt zu gewinnen. Lebensphilosophie ist Teil einer Reaktion auf einen Zeitgeist, der durch den rasanten Fortschritt der Technik, die Industrialisierung und die Rationalität der positiven Wissenschaften und der modernen Wirtschaft geprägt ist. Im Fin de Siècle finden sich Jugendbewegung, Jugendstil oder Symbolismus und Dekadenzdichtung zusammen, um gegen die Zwänge der modernen Zivilisation einen neuen Aufbruch zu finden. Als Begründer des neuen Denkens in der Philosophie gelten nach Friedrich Nietzsche insbesondere Wilhelm Dilthey und Henri Bergson.

### Wilhelm Dilthey

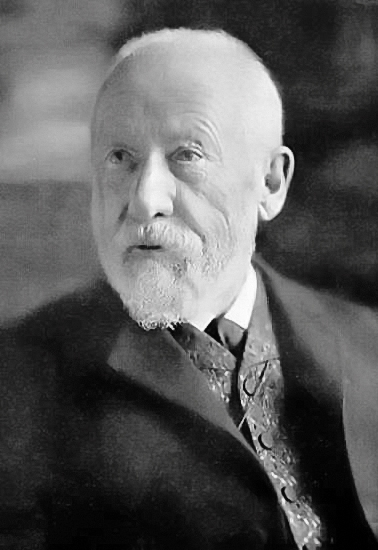
Wilhelm Dilthey, etwa 1910

Wilhelm Dilthey (1833–1911) machte das Leben zum Ausgangspunkt seines philosophischen Denkens. „Leben ist die Grundlage, die den Ausgang der Philosophie bilden muß. Es ist das von innen Bekannte, es ist dasjenige, hinter welches nicht zurückgegangen werden kann. Das Leben kann nicht vor den Richterstuhl der Vernunft gebracht werden“. Den Begriff des Lebens verwendete Dilthey dabei in zweierlei Bedeutung. Zum einen bezeichnete er das Leben des einzelnen Menschen, zum anderen fasste er mit dem Begriff das Leben überhaupt. Mit dieser Unterscheidung sagte er dann: „Leben erfaßt hier Leben.“ Dilthey kritisierte wie alle Lebensphilosophen die traditionelle neuzeitliche Philosophie, die sich auf die Rationalität fokussiert und dabei die Dimensionen des Wollens und Fühlens vernachlässigt hatte. „In den Adern des erkennenden Subjekts, das Locke, Hume und Kant konstruierten, rinnt nicht wirkliches Blut, sondern der verdünnte Saft von Vernunft als bloßer Denktätigkeit.“ Erst wenn man im Philosophieren auf die „ganze, volle, unverstümmelte Erfahrung“ zugreift, gelingt es, „die ganze, volle Wirklichkeit“ zu erfassen. Das wirkliche Leben ist nur von innen heraus und das heißt unter Rücksichtnahme auf die Psyche zu verstehen. Weil das Leben die Grenze des Philosophierens bildet, forderte Dilthey den Verzicht auf transzendentale Größen als Bezugspunkte der Philosophie.
Gegen die Vernunfterkenntnis stellte Dilthey das Erlebnis in das Zentrum seiner Betrachtungen. Er wendete sich vor allem gegen die Beschränkung der Wissenschaften auf die deterministische naturwissenschaftliche Methode, wie sie John Stuart Mill, Herbert Spencer und andere postulierten. Erleben ist ein Erleben von Zusammenhängen, die nicht einfach in Einzelelemente zergliedert werden können. „Die Erweiterung des Wissens über das im Erleben Gegebene vollzieht sich durch die Auslegung der Objektivationen des Lebens und diese Auslegung ist ihrerseits nur möglich von der subjektiven Tiefe des Erlebens aus.“ Unter Auslegung oder Interpretation verstand Dilthey das „kunstmäßige Verstehen von dauernd fixierten Lebensäußerungen“. Die Methode der Hermeneutik als Lehre vom verstehenden Auslegen wurde von Dilthey maßgeblich mitgeprägt. Objektivationen sind alle konkreten, alltäglichen Dinge und Vorgänge, die historisch geworden sind. „Durch die Idee der Objektivationen des Lebens erst gewinnen wir einen Einblick in das Wesen des Geschichtlichen. Alles ist durch geistige Arbeit entstanden und trägt den Charakter der Historizität. In die Sinnenwelt selbst ist es verwoben als Produkt der Geschichte. […] Geschichte ist nichts vom Leben Getrenntes, nichts von der Gegenwart durch ihre Zeitferne Gesondertes.“ In der Auffassung von Geschichtlichkeit distanziert sich Dilthey von Hegel: „Hegel konstruiert metaphysisch; wir analysieren das Gegebene. Und die heutige Analyse der menschlichen Existenz erfüllt uns alle mit dem Gefühl der Gebrechlichkeit, der Macht des dunklen Triebes, des Leidens an den Dunkelheiten und den Illusionen, der Endlichkeit in allem, was das Leben ist, auch wo die höchsten Gebilde des Gemeinschaftslebens aus ihnen entstehen.“ Der objektive Geist ergibt sich nicht aus einem absoluten Weltgeist, sondern aus dem Strukturzusammenhang des Lebens. Dies gilt auch für die Kunst, die Religion und die Philosophie.
Weil der Zugang zu den einzelnen Phänomenen von außen gegebener Tatsachen ein anderer ist als die bei der Introspektion erlangten Erfahrungen, führte Dilthey die heute noch übliche Unterscheidung zwischen Naturwissenschaften und Geisteswissenschaften ein. Während das wissenschaftliche Prinzip der ersteren das Erklären ist, muss in den Geisteswissenschaften das Prinzip des Verstehens zugrunde gelegt werden.
„Im Erlebnis wirken die Vorgänge des ganzen Gemüts zusammen. In ihm ist Zusammenhang gegeben, während die Sinne nur ein Mannigfaltiges von Einzelheiten darbieten. Der einzelne Vorgang ist von der ganzen Totalität des Seelenlebens im Erlebnis getragen, und der Zusammenhang, in welchem er in sich und mit dem Ganzen des Seelenlebens steht, gehört der unmittelbaren Erfahrung an. Diese bestimmt schon die Natur des Verstehens unserer selbst und anderer. Wir erklären durch rein intellektuelle Prozesse, aber wir verstehen durch das Zusammenwirken aller Gemütskräfte in der Auffassung.“
Die Naturwissenschaften versuchen aus einzelnen Phänomenen eine allgemeine Regel zu finden. In den Geisteswissenschaften befasst man sich hingegen gerade mit dem einzelnen Phänomen wie einem historischen Ereignis oder einer Biografie. Ein Eckpunkt der Philosophie Diltheys ist der innere Zusammenhang von Erlebnis, Ausdruck und Verstehen. Gegenstand des Verstehens und Deutens ist der Ausdruck, der einerseits als Begriff, Urteil oder als komplexeres Gedankengebilde zu Tage tritt, aber auch als Handeln oder das Ergebnis von Handlungen. Anders als Nietzsche oder Bergson ging Dilthey davon aus, dass reine Selbstbeobachtung nicht reicht, die grundsätzlichen Zusammenhänge des Lebens zu erfassen. „Der Ausdruck kann nämlich vom seelischen Zusammenhang mehr enthalten, als jede Introspektion gewahren kann. Er hebt aus den Tiefen, die das Bewußtsein nicht erhellt.“ Das Prinzip und die Theorie des Verstehens, die Hermeneutik, ist nicht nur auf Texte anzuwenden, sondern auch auf Kunstwerke, religiöse Vorstellungen oder Rechtsprinzipien. Im Verstehen wirkt nicht nur das kognitive Denken, sondern auch das emotive Wollen und Fühlen des Betrachters. Es bedarf einer ganzheitlichen Betrachtungsweise, die z. B. durch eine analytische Psychologie, die Einzelaspekte untersucht, nicht geleistet werden könne. Infolge der Gedanken Diltheys entwickelte sich die Gestaltpsychologie, die vor allem deskriptiv angelegt ist.

### Henri Bergson

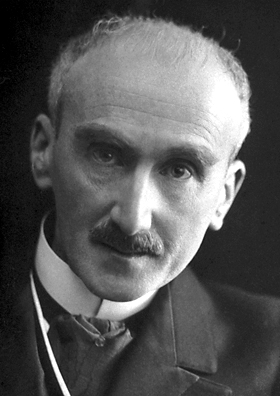
Henri Bergson, 1927

Das ursprüngliche Problem der Philosophie von Henri Bergson (1859–1941) war ihm von seinem Lehrer, Emile Boutroux vorgegeben, der sich kritisch gegen den von den zeitgenössischen Wissenschaften behaupteten Determinismus gewandt hatte. Bereits in seiner Dissertation Zeit und Freiheit untersuchte Bergson das unmittelbar Gegebene im Bewusstsein und entwickelte neue Vorstellungen in Hinblick auf die Intensität von Empfindungen und die Zeit im Bewusstsein. Dabei kam er zu dem Ergebnis, dass scheinbare Intensitätsunterschiede sowohl im Fühlen als auch in der Wahrnehmung tatsächlich auf verschiedenen Gefühlsqualitäten beruhen. Verschieden empfundene Blautöne werden zu dem Begriff „blau“ zusammengefasst. Jeder Grad etwa von Trauer ist Ausdruck einer einzelnen Qualität der Empfindung.
Auch das Phänomen der Zeit untersuchte Bergson in Hinblick auf die Qualität der damit verbundenen Empfindungen. Der Raum ist eng verbunden mit der Zahl, da jedes Objekt einen bestimmten Ort im Raum hat, den man durch Koordinaten bestimmen kann. Wendet man diese quantitative Betrachtungsweise auf die Zeit an, erhält man die messbare Zeit. Bewusstseinsvorgänge werden wie im Raum nebeneinander geordnet. Bergson fragte nun, „ob die Zeit als homogenes Medium nicht am Ende ein Bastardbegriff ist, der seinen Ursprung dem Eindringen der Raumvorstellungen ins Gebiet des reinen Bewusstseins verdankt.“ Die gemessene Zeit ist ein Begriff der Naturwissenschaften zur Beschreibung der äußeren Dinge. In dieser Betrachtungsweise wird die Zeit „verräumlicht“. Das Erleben der Zeit im Bewusstsein ist aber eine andere Erkenntnisweise. Das innere Zeitempfinden ist unmittelbar und intuitiv. Hier wird die Zeit als ausgedehnt, als Dauer (durée) empfunden. Eine solche Dauer ist heterogen, „eine Sukzession qualitativer Veränderungen, […] die miteinander verschmelzen, sich durchdringen, keine präzisen Umrisse besitzen, nicht die Tendenz haben, sich im Verhältnis zueinander zu exteriorisieren und mit der Zahl nicht die geringste Verwandtschaft aufweisen.“
In Verbindung mit dem Konzept der zwei Erkenntnisweisen entwickelte Bergson eine Theorie des Bewusstseins mit zwei Schichten; zum einen ein „oberflächliches Ich“ (moi superficiel) und zum anderen ein „tiefes Ich“ (moi profond). Während das Oberflächen-Ich auf die äußere Welt gerichtet ist, erfasst das Tiefen-Ich das innere subjektive Erleben. Entsprechend sind die im Oberflächen-Ich enthaltenen Mannigfaltigkeiten quantifiziert und räumlich, im Tiefen-Ich hingegen qualitativ und zeitlich mit einer Dauer verbunden, „von welcher wir fühlen, daß sie der Stoff unseres Lebens selbst ist.“ Im alltäglichen Leben wird allerdings das Tiefen-Ich vom Oberflächen-Ich zumeist verdrängt. Weil es „sich für die Bedürfnisse des sozialen Lebens im allgemeinen und der Sprache im Besonderen unendlich besser eignet, zieht das Bewußtsein dieses Ich vor und verliert das fundamentale Ich allmählich aus den Augen.“ Zum Tiefen-Ich dringt man nur in der Reflexion und in der Kontemplation vor. Im abschließenden Kapitel seiner Dissertation kam Bergson zu dem Schluss, dass das philosophische Problem der Freiheit auf einem Missverständnis beruht, weil Ausdehnung und Dauer, Quantität und Qualität nicht oder nicht klar genug unterschieden werden. Die Vorgänge der Außenwelt sind quantitativ und deterministisch. Dies behindert jedoch nicht die innere Freiheit des Tiefen-Ichs. „Frei handeln heißt: von sich selbst Besitz ergreifen, sich in die reine Dauer zurückversetzen.“
„Bewußtsein und Materialität erweisen sich also als radikal verschiedene und sogar einander widerstreitende Existenzformen, die einen modus vivendi eingehen und sich schlecht wie recht miteinander arrangieren. Die Materie ist die Notwendigkeit, das Bewußtsein ist Freiheit; doch wie sehr sie sich einander auch entgegenstellen, das Leben findet einen Weg sie zu versöhnen. Denn das Leben ist gerade die Freiheit, die sich in die Notwendigkeit einfügt und diese zu ihrem Nutzen wendet.“
In seiner für die Lebensphilosophie grundlegenden Schrift „Schöpferische Entwicklung“ nahm Bergson die Gegenüberstellung von Intellekt als der naturwissenschaftlichen Denkweise und Intuition als der erlebenden Denkweise wieder auf. Er wandte sich gegen traditionelle Evolutionstheorien etwa von Darwin oder Spencer, soweit diese das Leben mechanistisch oder teleologisch (finalistisch) zu erklären versuchen. Für Bergson ist das Leben nicht vorherbestimmbar, weil es auf einem Lebensschwung (élan vital) beruht. Der Intellekt ist auf die tote Materie gerichtet, die Intuition ist aber die Erkenntnisweise, um die Wirklichkeit des Lebens zu erfassen. „In das Innere des Lebens aber würde uns die Intuition führen, das heißt, der uneigennützig gewordene Instinkt, der seiner selbst bewusste und über seinen Gegenstand zu reflektieren und ihn unendlich zu erweitern fähige.“
Philosophisch relevant ist das Zusammenspiel beider Erkenntnisweisen. Die Intuition gewährt unmittelbares Erleben, ist aber flüchtig und vorbegrifflich. Auf den Begriff gebracht wird erst das Erlebte durch den Intellekt, der in diesem Prozess das Intuitive formt, verfestigt und zugleich in den Hintergrund drängt. Zwischen beiden Erkenntnisweisen entsteht ein dialektischer Prozess, in dem der Philosoph immer darauf bedacht sein muss, auf die Intuition zurückzugreifen, will er nicht dogmatisch werden oder sich in intellektuellen Spielereien verlieren. Die theoretische Vielfalt in der Philosophie beruht darauf, dass jeder Philosoph, der seine Intuition mit dem abstrahierenden Intellekt auf den Begriff bringt, dies nur unvollkommen kann. „Die Intuition dagegen – wenn anders sie sich über mehr als Augenblicke zu erstrecken vermöchte – würde nicht nur die Übereinstimmung des Philosophen mit seinem eigenen Denken, sondern auch aller Philosophen untereinander gewährleisten.“
Hintergrund der erkenntnistheoretischen Analyse Bergsons ist ein metaphysisches Verständnis des Lebens, dessen Urgrund der élan vital ist, als eines immerwährenden veränderlichen Prozesses. „Je mehr wir uns in der Tat daran gewöhnen, alles Ding ‚sub species durationis‘ [unter dem Aspekt der Dauer] wahrzunehmen, desto mehr versenken wir uns in die wahre Dauer. Und je mehr wir darin eintauchen, desto mehr versenken wir uns wieder in die Richtung des allerdings transzendenten Prinzips, an dem wir teilhaben und dessen Ewigkeit nicht eine Ewigkeit der Unveränderlichkeit, sondern eine Ewigkeit des Lebens ist: wie können wir darin anders leben und uns bewegen? In ea vivimus et movemur et sumus [In diesem leben wir und bewegen uns und sind wir].“

### Georg Simmel

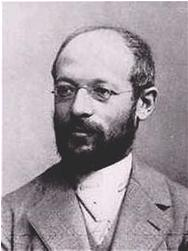
Georg Simmel

Für Georg Simmel (1858–1918), den Kulturphilosophen und Mitbegründer der Soziologie, enthält das Erkennen Kategorien a priori, die jedoch im Zuge der Evolution und der Person eine Entwicklung durchmachen. Im Erkennen wird das Chaos der Erlebnisse geordnet. Unser individuelles Denken kann aber nicht die Einheitlichkeit der Totalität voll erfassen. Ideen, wie beispielsweise Wahrheit, sind von der Psyche unabhängig. Die Vorstellung der Wahrheit veranlasst den Menschen zu nützlichem Verhalten entsprechend den Lebensanforderungen. Wahr ist, was sich in der Selektion im Laufe der Evolution bewährt habe und zweckmäßig sei. Das Sollen ist eine ursprüngliche Kategorie, wenn auch in der Praxis die Inhalte wechseln. In ihm kommt der Wille der Gattung zum Ausdruck. Altruismus ist Egoismus der Gattung.
Simmel, der ursprünglich als Kantianer galt, hat sich in seinem Spätwerk intensiv der Lebensphilosophie zugewandt. Seine Ausgangspunkte fand er bei Schopenhauer und Nietzsche sowie vor allem bei Bergson, während er den historisch-hermeneutischen Ansatz Diltheys weitgehend vernachlässigte. Stattdessen verband er die lebensphilosophischen Grundgedanken mit seiner kulturphilosophischen Betrachtung der Phänomene der Moderne.
Simmel stimmte der Analyse Bergsons zu, dass der wissenschaftliche, lineare Zeitbegriff das Wesen des Lebens nicht ausreichend erfasst. Den Grund sah er darin, dass die Wissenschaft sich auf das Erfassen von Tatsachen konzentriert, die stets nur Momentaufnahmen eines Ganzen sind, während die Totalität sich kontinuierlich weiter entwickelt und in einer fließenden Wechselwirkung verläuft. „Jeder Augenblick des Lebens ist das ganze Leben, dessen stetiger Fluß – dies eben ist seine unvergleichliche Form – seine Wirklichkeit nur an der Wellenhöhe hat, zu der er sich jeweilig hebt; jeder jetzige Moment ist durch den ganzen vorherigen Lebenslauf bestimmt, ist der Erfolg aller vorausgegangenen Momente, und schon deshalb ist jede jetzige Lebensgegenwart die Form, in der das ganze Leben des Subjektes wirklich ist.“ Die neuzeitliche Trennung von Körper und Geist beruht auf dem Missverständnis, das Leben allein in bleibenden begrifflichen Klarheiten fassen zu wollen. Dies hat für Simmel ein falsches Substanzdenken zur Folge, welches das Werden in der Welt nicht erklären kann. „das Sein, so viel plastischer, formsicherer, unproblematischer als das Werden es erscheint, ist schließlich dennoch rätselhaft und verschlossen, während das Werden, dem alles mangelt, dennoch erst uns eigentlich nachfühlbar ist und jedes Stadium des Seins uns innerlich assimiliert und begreiflich macht – vielleicht, weil auch das Begreifen ein Leben ist und nur das Lebendige eigentlich vom Leben begriffen werden kann.“ Der Versuch, die Welt rein analytisch zu beschreiben, übersieht die Einheit von Leib und Seele, in der das Bewusstsein der eigenen personalen Identität im Hintergrund des Denkens immer vorhanden ist. „Was wir Selbstbewußtsein oder inneren Sinn nennen, ist doch auch nicht ein Neben- und Nacheinander unserer wahrgenommenen einzelnen Lebenselemente, sondern ein Wissen von der Einheit aller dieser oder unserer Person – gleichviel, in welchem Augenblicke unserer Lebensgeschichte es auftaucht und so wenig wir das hier als »Einheit« Bezeichnete näher definieren können.“
Die Dialektik von Sein und Werden spiegelt sich für Simmel in den Grundkategorien von Leben und Form wider. Die Form ist eine strukturierte Momentaufnahme, eine Abstraktion, im Gesamtprozess des unablässig fortschreitenden Lebens. „Die beiden Begriffe, zwischen deren Deutung und Wertung das Dasein sich auf Schritt und Tritt zu entscheiden hat, sind: das Leben und die Form. Das Leben, seinem Prinzip nach, ist dem Prinzip der Form ganz heterogen. Sagt man selbst, es bestände in einem fortwährenden Wandel, Zerbrechen und Neuschaffen von Formen, so ist auch dies schon leicht missverständlich. Denn es scheint vorauszusetzen, das irgendwie, ideell oder real, feste Formen bestehen, deren jeder nur, indem das Leben sie zeugt oder offenbart, ein äußerst kurzer zeitlicher Bestand gegönnt ist. Dann aber würde das, was wir eigentlich Leben nennen, ja nur in der Bewegtheit bestehen, die sich zwischen die eine und die nächste Form schiebt, würde nur während des Intervalls, das jene in diese überführt, existieren; denn die Formen selbst können sich, als irgendwie stabile, innerhalb des Lebens, das absolut kontinuierliche Bewegung ist, nicht unterbringen.“
Das Leben selbst als Prozess ist Ergebnis der Vergangenheit und stets zugleich auf die Zukunft gerichtet. „Das Leben ist wirklich Vergangenheit und Zukunft; diese werden nicht nur, wie zu der unorganischen, bloß punktuellen Wirklichkeit, ihm hinzugedacht. Und man wird, auch diesseits der Stufe des Geistes, an der Zeugung und am Wachstum die gleiche Form anerkennen müssen: daß das jeweilige Leben sich selbst überschreitet, seine Gegenwart mit dem Noch-Nicht der Zukunft eine Einheit bildet. Solange man Vergangenheit, Gegenwart und Zukunft mit begrifflicher Schärfe trennt, ist die Zeit irreal, weil nur der zeitlich unausgedehnte, d. h. unzeitliche Gegenwartsmoment wirklich ist. Das Leben aber ist die eigentümliche Existenzart, für deren Tatsächlichkeit die Scheidung nicht gilt; erst in nachträglicher, dem mechanischen Schema folgender Zerlegung sind die drei Zeitarten in ihrer logischen Auseinandergeschnittenheit darauf anwendbar.“ Insoweit stimmte Simmel mit Bergson überein. Er ging aber in seinem lebensphilosophischen Hauptwerk, das er erst kurz vor seinem Tode fertiggestellt hatte, der „Lebensanschauung“ über Bergson hinaus, indem er die These aufstellte, dass es zum Wesen des Lebens gehört, sich selbst zu überschreiten. Simmel spricht von Transzendenz. „Zeit ist die – vielleicht abstrakte – Bewußtseinsform dessen, was das Leben selbst in nicht aussagbarer, nur erlebender unmittelbarer Konkretheit ist; sie ist das Leben unter Absehen von seinen Inhalten, weil nur das Leben den zeitfreien Gegenwartspunkt jeder anderen Wirklichkeit nach beiden Richtungen hin transzendiert und erst damit und ganz allein die Zeitausdehnung, d. h. die Zeit realisiert.“
Die Spannung zwischen fortwährendem Leben und vergänglicher Form beschreibt Simmel auch als Antinomie von Kontinuität und Individualität. „Wir stellen uns das Leben vor als ein kontinuierliches Strömen durch die Geschlechterfolgen hindurch. Allein die Träger davon (d. h. nicht solche, die es haben, sondern die es sind) sind Individuen, d. h. geschlossene, in sich zentrierte, gegeneinander unzweideutig abgesetzte Wesen. Indem der Lebensstrom durch oder richtiger: als diese Individuen fließt, staut er sich doch in dem von ihnen, wird zu einer fest umrissenen Form und hebt sich sowohl gegen seinesgleichen wie gegen die Umwelt mit all ihren Inhalten als Fertiges ab und duldet keine Verwischung seines Umfanges. Hier liegt eine letzte metaphysische Problematik des Lebens: daß es grenzenlose Kontinuität und zugleich grenzbestimmtes Ich ist.“ Die Kontinuität des Lebens ist grenzenlos. Insoweit es im Individuum eine Form annimmt, unterliegt es zugleich Grenzen. Das prozessuale Streben des Lebens nach Zeugung und Wachstum, nach der Schöpfung von Neuem sowohl in den physiologischen als auch in den geistigen Prozessen ist die Weise, wie das Leben sich selbst überschreitet. Dieses Überschreiten geschieht in zweierlei Hinsicht, die Simmel mit dem Unterschied der Lebensbegriffe bei Schopenhauer und Nietzsche charakterisiert. Schopenhauers Wille zum Leben nennt er „Mehr-Leben“. Hiermit sind die dynamischen biologischen Prozesse angesprochen, die dazu führen, dass die lebendigen Individuen stets auf eine Neuerung, auf ihre Reproduktion ausgerichtet sind. „Die tiefe Beziehung, die man von je zwischen Zeugung und Tod empfunden hat, als bestände zwischen ihnen, als Lebenskatastrophen, eine Formverwandtschaft, hat hier einen ihrer metaphysischen Angelpunkte: beide Ereignisse haften an dem subjektiven Leben und transzendieren es; das Leben, über das sie hinausreichen, ist dennoch ohne sie nicht denkbar; sich in Wachstum und Zeugung über sich selbst zu steigern, in Altern und Tod unter sich selbst herabzusinken, dies sich keine Hinzufügsel zum Leben, sondern solche Aufhebung, Überspülung der Umgrenzheit des individuellen Bestandes ist das Leben selbst.“
Das geistige Leben, das integraler Bestandteil des menschlichen Lebens ist, greift insofern über sich hinaus, als es strukturierte Inhalte, Formen im Sinne Simmels, schafft, die zu Objektivationen des Lebens werden. Damit gemeint sind Handlungen, Worte, Begriffe und überhaupt Inhalte. Dieses „Mehr-als-Leben“ entspricht in Simmels Diktion der Bestimmung des Lebens durch Nietzsche als Wille zur Macht. „Soweit das seelische Leben auf seine Inhalte angesehen wird, ist es jeweils endlich und in sich begrenzt; es besteht dann aus diesen ideellen Inhalten, die jetzt die Form des Lebens haben. Der Prozess aber greift über sie und über sich hinaus. Wir denken, fühlen, wollen dies und jenes – das sind fest umschriebene Inhalte, dies ist ein Logisches, das jetzt nur realisiert ist, ein prinzipiell völlig Definites und Definierbares. Aber indem wir es erleben, ist noch etwas anderes dabei, das Unaussprechbare, Undefinierbare, das wir an jedem Leben als solchem fühlen: daß es mehr ist als jeder anzugebende Inhalt, daß es über jeden hinausschwingt, jeden nicht nur von ihm aus ansieht und hat, wie es das Wesen der logischen Inhaltsangabe ist, sondern zugleich von außen, von dem, was jenseits seiner ist. Wir sind in diesem Inhalt und sind zugleich außerhalb seiner; indem wir diesen Inhalt – und nichts Angebbares weiter – in die Form des Lebens aufnehmen, haben wir eo ipso mehr als ihn.“ Die Erzeugnisse des Geistes werden zu objektiven eigenständigen Inhalten. Auf diesem Wege entsteht – wie bei Dilthey – ein objektiver Geist, erzeugt vom individuellen Subjekt, gültig aber unabhängig von ihm. „Daß unsere Vorstellungen und Erkenntnisse, unsere Werte und Urteile mit ihrer Bedeutung, ihrer sachlichen Verständlichkeit und geschichtlichen Wirksamkeit ganz jenseits des schöpferischen Lebens stehen – das gerade ist das Bezeichnende für das Leben. Wie das Transzendieren des Lebens über seine aktuell begrenzende Form hin innerhalb seiner eigenen Ebene das Mehr-Leben ist, das aber doch das unmittelbare, unausweichliche Wesen des Lebens selbst ist, so ist sein Transzendieren in die Ebene der Sachgehalte, des logisch autonomen, nicht mehr vitalen Sinnes, das Mehr-als-Leben, das von ihm völlig unabtrennbar ist, das Wesen des geistigen Lebens selbst.“
Die vom Geist hervorgebrachten schöpferischen Gebilde mit eigener Logik und Geschichtlichkeit, die vom Individuum unabhängig gewordenen Formen sind die Produkte der Kultur, die dem Leben „Inhalt und Form, Spiel und Ordnung geben: so die sozialen Verfassungen und die Kunstwerke, die Religionen und die wissenschaftlichen Erkenntnisse, die Techniken und die bürgerlichen Gesetze und unzähliges andere.“ In seinem Vortrag „Der Konflikt der modernen Kultur“ konstatiert Simmel nun, dass diese geistigen, kulturellen Gebilde eine Abgelöstheit und Selbständigkeit mit der Tendenz zur Geschlossenheit, Dauer und Zeitlosigkeit in sich haben. Das geistige Leben „selbst aber strömt unablässig weiter, seine ruhelose Rhythmik tritt an jedem neuen Gebilde, in dem es sich eine neue Daseinsform schafft, in Widerspruch gegen dessen feste Dauer oder zeitlose Gültigkeit. In rascherem oder langsameren Tempo nagen die Kräfte des Lebens an jedem einmal entstandenen Kulturgebilde; sowie es zu seiner vollen Ausbildung gelangt ist, beginnt darunter schon das nächste sich zu formen, das es nach kürzerem oder längerem Kampfe zu ersetzen bestimmt ist.“
Diese Dialektik zwischen selbständig gewordener, beharrender Form und dynamisch schöpferischem Weiterströmen des Lebens ist der Grund dafür, dass die Kultur eine Geschichte hat, in der alte Formen stets und ständig durch neue ersetzt werden. Jede historische Periode hat dabei ihre eigene Ausdrucksform, die den Umständen und dem jeweiligen Wissen angepasst sind; so etwa in der Wirtschaft, wo sich die Arbeitsorganisationen von der Sklavenwirtschaft über die Lehenswirtschaft und Zünfte bis hin zur freien Lohnarbeit entwickelten. Ähnlich verhält es sich mit den weltanschaulichen Paradigmen. Die Leitidee der Antike war die Substanz, das christliche Mittelalter stellte die göttliche Schöpfung ins Zentrum des Denkens, die Renaissance und frühe Neuzeit erkor die Natur und ihre Gesetzlichkeiten zum Erklärungsmuster, die Aufklärung machte die Vernunft zum Maßstab aller Dinge. Schließlich: „Erst um die Wende des 20. Jahrhunderts schienen weitere Schichten des geistigen Europa gleichsam die Hand nach einem neuen Grundmotiv für den Aufbau einer Weltanschauung auszustrecken: Der Begriff des Lebens strebt zu der zentralen Stelle auf, in der Wirklichkeit und Werte – metaphysische wie psychologische, sittliche wie künstlerische – ihren Ausgangspunkt und ihren Treffpunkt haben.“
Für die Moderne ist allerdings – so Simmels Sicht bereits 1914 – kennzeichnend, dass ihr der Maßstab, eine feste Weltanschauung, ein fundamentales formgebendes Prinzip fehlt. Ausdruck der Orientierungslosigkeit, des Fehlens einer Leitidee sind etwa die Formlosigkeit des Expressionismus oder der Hang zur Mystik als Ersatz für die Religion, weil die positiven Religionen zwar als überwunden gelten, nicht aber das religiöse Bedürfnis als solches. Ähnlich verhält es sich mit der Originalitätssucht der Jugend, die gezielt die kulturellen Formen durchbricht. In der Philosophie ist der Pragmatismus eine Denkweise, die sich an der Praxis ohne die Suche nach einer Letztbegründung orientiert. „Es ist das Wesen des Lebens, sein Führendes und Erlösendes, sein Gegensätzliches und Siegend-Besiegtes aus sich selbst zu erzeugen; es erhält und erhebt sich gleichsam auf dem Umwege über sein eigenes Erzeugnis, und daß dieses ihm gegenübersteht, selbständig und richtend – das ist eben seine eigene Urtatsache, ist die Art, wie es selbst lebt. Die Gegnerschaft, in die es so mit dem Höheren-seiner-Selbst gerät, ist der tragische Konflikt des Lebens als Geist, der natürlich jetzt in dem Maße fühlbarer wird, in dem das Leben sich bewußt wird, ihn wirklich aus sich selbst zu erzeugen und deshalb organisch, unausweichlich mit ihm behaftet zu sein.“ Die Moderne hat für Simmel die ihr angemessene Form, ihr Leitbild noch nicht gewonnen, sondern kämpft darum. „Damit erfüllt sich aber die echte Vorzeichnung des Lebens, das ein Kampf in dem absoluten Sinne ist, der den relativen Gegensatz von Kampf und Frieden umgreift, während der absolute Frieden, der vielleicht diesen Gegensatz ebenso einschließt, das göttliche Geheimnis bleibt.“
Auch die moralphilosophischen Überlegungen des späten Simmel sind in der Lebensphilosophie begründet. Simmel kritisiert die klassischen Positionen der Ethik, sei es die Tugendethik, sei es Kants Pflichtethik, sei es der Utilitarismus als einseitig rationalistisch. Hierbei würden Handlungen aus dem ganzheitlichen Leben eines Individuums analytisch aus dem Lebenszusammenhang herausgeschnitten und mit dem Maß allgemeiner Normen aus einer übergeordneten, dem Individuum entgegenstehenden Perspektive beurteilt. „Die Illusion, daß, wenn die Vernunft der Sinnlichkeit befiehlt, damit doch »wir selbst« uns das Pflichtgebot geben, kann Kant nur durch die in keiner Weise erwiesene, naiv dogmatische Behauptung stützen, daß jener vernunftmäßige, allgemeingültige Teil von uns das »eigentliche« Ich, das Wesen unseres Wesens ausmache.“
Die Erfahrung des Sollens ist aber für Simmel ebenso wie die Erfahrung der Wirklichkeit eine der nicht aufhebbaren Tatsachen der Selbsterfahrung des Individuums. „Gewiß ist das Subjekt sich immer des Lebens bewußt, wie es wirklich ist; zugleich aber kategorial ganz unabhängig davon, wie es sein sollte. Das eine ist so gut ein ganzes Leben, wie das andere. Ich bin mir ebenso bewußt, daß mein Leben als ein soundso beschaffenes das wirkliche ist, wie daß es als ein so oder anders beschaffenes das gesollte ist. Es erzeugt in seinem stetigen Flusse seine Inhalte in dieser wie in jener Gestalt. Das Sollen steht nicht über dem Leben überhaupt oder ihm gegenüber, sondern ist ganz genauso eine Art, auf die es sich seiner selbst bewußt wird, wie das Wirklichsein eine solche ist.“
Allgemeine moralphilosophische Prinzipien haben durchaus ihre Bedeutung und sind prägend für die kulturelle Geschichte und die gesellschaftlichen Strukturen. Sie sind aber für das Individuum sekundär, an dessen eigenen Lebensfluss von außen herangetragen. „Das Allgemeine des Individuums ist nicht ein Abstraktum aus seinen einzelnen Qualitäten und Handlungen. Denn schon daß es einzelne solche, im genauen Sinne von Einzelheit gebe, ist eine künstliche Abstraktion, die gerade nicht die innere Form des Handelns innerhalb der realen Lebenstätigkeit trifft, sondern nur die umschriebene Sichtbarkeit seines äußeren Erfolges oder seiner äußeren Anregung.“ Der Maßstab für das Individuum ist vielmehr aus seiner persönlichen Geschichte, seiner Sozialisation und seinen Erfahrungen heraus entstanden und ändert sich mit jeder neuen Erfahrung. „Auch mag man, mit allem Rechte, noch so viele Sanktionen rationaler, gegenständlicher, sozialer Art anerkennen: erst mit der Einordnung in die von meinem gesamten Daseinsbild bestimmten Pflichtreihen wird die Handlung meine Pflicht. Denn niemand kann ein einziges Handeln, ein allgemeines Gesetz angeben, dem wir nicht unter besonderen Umständen die Anerkennung als unsere Pflicht verweigern müßten – also keines, dessen Sachgehalt nicht die Frage als höchste Instanz über sich hätte: ist es denn meine Pflicht, gehört es der objektiv-idealen Gestaltung meines Lebens zu?“ Mit diesem individuellen Maßstab, Simmel nennt ihn „das individuelle Gesetz“, wird im Individuum der Antagonismus von Allgemeinheit und individueller Besonderheit überwunden. Es entsteht eine individuelle Allgemeinheit, die vom Individuum als Norm und Verantwortung anerkannt wird, weil sie der eigenen Lebenserfahrung, der Ganzheit des eigenen Lebens entspricht. „wenn du anders bist als die anderen, so besteht darum für dich nicht weniger als für alle anderen ein ideell vorgezeichnetes Sollen, denn es kommt aus deinem eigenen Leben, nicht aus einem Inhalt, der durch die Verallgemeinerungsmöglichkeit bedingt ist und deshalb vielleicht deinen Fall allerdings nicht einschließt.“

### Hans Driesch
Hans Driesch (1867–1941) stellte aufgrund seiner biologischen Forschungen fest, dass Keime, die gespalten werden, sich wieder zu vollwertigen neuen Keimen ausbilden. Hieraus schloss er, dass es in der Natur eine nicht kausal bestimmte Naturkraft gebe, die er zwar in terminologischer Anlehnung an Aristoteles, begrifflich aber in erklärtem Gegensatz zu diesem Entelechie nannte. Aufgrund seiner Auffassungen gilt Driesch als Vertreter des Neovitalismus.

### Ludwig Klages
Ludwig Klages (1872–1956) betonte die leibseelische Einheit und deren Gegensatz zum Geist (Ratio). Im Denken des Geistes lösen wir für einen endlichen Moment den Gegenstand aus seiner phänomenalen Wirklichkeit, aus einem stetigen raumzeitlichen Kontinuum. Von der Ausbildung her Chemiker, stand Klages als Philosoph und Dichter den Naturwissenschaften kritisch gegenüber. Erkenntnistheorie war für ihn Wissenschaft des Bewusstseins. An Nietzsche schätzte er die Aufdeckung von Selbsttäuschung, Wertfälschungen und kompensatorischen Idealen, lehnte aber dessen Erkenntnistheorie grundlegend ab. Durch sein ganzheitliches Leben mit ständigem Einsatz für den Naturschutz gilt er als einer der Urväter der modernen Ökologiebewegung. Bereits 1913 beklagte er: „Die meisten leben nicht, sondern existieren nur mehr, sei es als Sklaven des ‚Berufs‘, die sich maschinenhaft im Dienst großer Betriebe verbrauchen, sei es als Sklaven des Geldes, besinnungslos anheimgegeben dem Zahlendelirium der Aktien und Gründungen, sei es endlich als Sklaven des großstädtischen Zerstreuungstaumels, ebenso viele aber fühlen dumpf den Zusammenbruch und die wachsende Freudlosigkeit. In keiner Zeit war noch die Unzufriedenheit größer und vergiftender. […] Und da der Mensch sich die Welt stets nach dem Bilde des eigenen Zustands deutet, so glaubt er auch in der Natur ein wüstes Ringen um Macht zu sehen, wähnt sich im Recht, wenn er allein im ‚Kampf ums Dasein‘ übrigblieb, malt sich die Welt nach dem Gleichnis einer großen Maschine, wo immer die Kolben nur stampfen, die Räder nur schnurren müssen, damit ‚Energie‘ – man sieht nicht zu welchem Ende – umgesetzt werde, und bringt es mit einem geschwätzigen sogenannten Monismus fertig, das billionenfältige Leben aller Gestirne umzufälschen und herabzuwerten zum bloßen Sockel menschlichen Ichs.“
Auch für Klages ist das Leben der unhintergehbare Ausgangspunkt des Philosophierens: „Jede tiefer eindringende Metaphysik wird die Urwirklichkeit des Lebens voraussetzen müssen.“ Dabei hat Klages etwa im Vergleich zu Simmel einen sehr weiten Lebensbegriff. „Auch das Fallen des Steines, die Bildung der Wolken, das Niederströmen des Regens sind Äußerungen des Lebens, und zwar in erster Linie der Erde, in zweiter dann auch der größeren Lebenszusammenhänge: Planetensystem und Fixsternhimmel.“ Leben ist damit nicht wie bei Bergson oder James nur der Bewusstseinsstrom, sondern unterbewusster Rhythmus, schwingendes und pulsierendes Geschehen in der ganzen Natur. Leben ist ganzheitlich und kann nicht mit dem Intellekt analytisch erfasst werden. „Leben wird nicht wahrgenommen, aber es wird mit alles verdunkelnder Stärke gefühlt. Und wir brauchen uns nur auf dieses Gefühl zu besinnen, um der Wirklichkeit des Lebendigseins mit einer Gewißheit innezuwerden, über die hinaus es keine gewissere geben kann. Ob wir urteilen, meinen, wollen oder wünschen, träumen, phantasieren, es trägt und durchdringt sie alle der eine und selbe Strom des elementaren Lebensgefühls, das mit nichts verglichen, auf nichts zurückgeführt, nicht ausgedacht und zergliedert werden kann, aber freilich auch niemals ‚begriffen‘ wird. Und weil wir uns selber lebend fühlen, so begegnet uns das Lebendige auch im Bilde der Welt. In kurzer Formel gesagt: Wir erleben das eigene und miterleben in ihm das fremde Leben. Daraus folgt nun, daß wir vom Leben genau nur soweit wissen können, als wir selbständig tief genug darin untertauchen, um in das wache Bewußtsein einer Erinnerung daran untertauchen, um das wache Bewußtsein eine Erinnerung daran hinüberzuretten. Nicht in der Gegenständlichkeit des äußerlich und innerlich Wahrnehmbaren mit ihren Stammbegriffen von Ding, Kraft, Ursache, Wirkung, Bewegung, sondern ganz alleine in der Rückbesinnung auf Erlebtes hat Lebenswissenschaft ihren Ankergrund.“
In seinem lebensphilosophischen Hauptwerk „Der Geist als Widersacher der Seele“ kritisiert Klages den seit der Neuzeit immer stärker die Kultur prägenden Logozentrismus, die in Form der Ratio vom Leben losgelöste Geistesrichtung, der er eine biozentrische, lebensabhängige Philosophie entgegensetzt. „Um das Gemeinsame aller ideologischen und materiologischen Weltbilder bis auf den heutigen Tag zu betonen, nennen wir sie deshalb logozentrische Weltbilder. Dieses vorausgeschickt, bringen wir nochmals einige thesenmäßig gefaßte Verneinungen, um sogleich indessen die These hinzuzufügen, die ein vom bisherigen Forschen abweichendes Ergebnis mit affirmativem Gehalt erfüllt. Die Verneinungen: weder der Mensch noch das All gliedert sich stockwerkartig in Körper, Seele und Geist; wohl sind diese drei nachweislich vorhanden im Menschen und nur im Menschen, aber als bloß numerische, nicht als organische Dreiheit. Die Positionen: die Urtrias, von der sich alle echten Triaden herschreiben, ist das nach Leib und Seele polarisierte Leben: in sie ist mittels des Menschen, genauer des Menschen auf der Schwelle der „Weltgeschichte“, eine außerneuzeitliche (akosmische) Macht namens Geist eingebrochen, mit der Tendenz, Leib und Seele auseinanderzuspalten und dergestalt die Lebenszelle zu töten.“
Mit Nietzsche ist Klages der Auffassung, dass der Wille zu Macht ein wesentliches, das Leben bestimmendes Moment ist. Aber der Wille ist für Klages nicht der Grund des Lebens. Der Wille ist vielmehr der Sphäre des Geistes zuzurechnen, der das Handeln steuert. Im Willen kommt nicht das Triebhafte zum Ausdruck. Triebe wirken zumeist unterbewusst und unmittelbar und führen zu Verhaltensweisen, nicht zum Handeln. Erst wenn Triebe bewusstwerden, kommt es zu Werturteilen und zu willentlichen Handlungen, die jeweils von dem Einfluss des Geistes bestimmt sind. „Es ist eine der ältesten Irrlehren der Menschheit, der Wille bewege, der Wille schaffe gar, wo er in Wirklichkeit gerade umgekehrt das pausenlose Vibrieren der Lebensbewegung anhält. Wir sind Wollende genau insoweit, als wir triebhafte Regungen unterdrücken.“

### José Ortega y Gasset
Nach José Ortega y Gasset (1883–1955) ist es ein philosophischer Fortschritt der Moderne, den Begriff des Lebens zum Ausgangspunkt des Philosophierens zu machen. Der antike Realismus, der nach Ortega einen statischen Seinsbegriff – die Substanz oder das zugrunde Liegende – zum Ausgangspunkt des Denkens gemacht hatte, konzentrierte sich auf die außer dem Menschen liegenden Realitäten. Der seit Descartes bis ins 19. Jahrhundert vorherrschende Idealismus hingegen betrachtet die Dinge als reine Bewusstseinsinhalte. Die Realität spielt sich, so Ortega, im Inneren ab, der Geist wird zu einer eigenen Substanz, die Welt wird zur Vorstellung. Ortega setzt dagegen die Einsicht: „ich, der ich denke, und die Welt, in der ich denke – und zwar das eine zusammen mit dem anderen, ohne die Möglichkeit einer Trennung.“, bilden einen unauflösbaren Zusammenhang. Ortegas Kernthese ist, „daß es eine primäre und fundamentale Tatsache gibt, die sich selbst setzt und verbürgt: diese Tatsache ist das miteinander verbundene Dasein eines Ich oder einer Subjektivität und seiner Welt.“
Die Einsicht in die unauflösbare Verbundenheit des subjektiven Geistes mit seiner Lebenswelt richtet den Blick auf das Leben. „Mit den Abstraktionen ist es vorbei. Auf der Suche nach unbezweifelbaren Tatsachen begegne ich nicht dem Allgemeinbegriff »Denken«, sondern folgender Bestimmtheit: ich, der ich an die rationale Tatsache denke, ich, der ich im Augenblick philosophiere.“ Wer nach dem Unbezweifelbaren sucht, stößt nicht auf eine philosophische Theorie, sondern „er stößt auf das Philosophieren, das Theoretisieren in Form einer Lebenshandlung und Lebenstatsache, eines Lebensdetails in seinem Leben, in seinem unermeßlichen, fröhlichen und traurigen, hoffnungsbeflügelten und furchteinflößenden Leben.“
Ortega schließt hieraus wie Dilthey auf die Unhintergehbarkeit des Lebens. „Deshalb besteht das radikale Problem der Philosophie darin, die Seinsweise zu definieren, diese primäre Realität, die wir »unser Leben« nennen. Nun ist aber das Leben gerade das, was niemand für mich tun kann – das Leben ist unübertragbar – es ist kein abstrakter Begriff, es ist mein individuelles Sein.“ Der Fehler des Idealismus liegt für Ortega in einer falschen Ontologie, die das Miteinander, die Koexistenz und die wechselseitige Abhängigkeit von meinen Gedanken und meiner Lebenswelt nicht richtig erfasst. „Das Sein der Welt vor mir ist – könnten wir sagen – ein Auf-mich-Wirken, und gleichermaßen wirke ich auf das Sein der Welt ein. Dies aber – eine Wirklichkeit, deren Wesen es ist, daß ein Ich eine Welt sieht, sie denkt, sie betrachtet, sie liebt oder verabscheut, von ihr begeistert ist oder beängstigt, sie verwandelt und anpackt und erduldet, ist, was sich von je her »leben« nennt, »mein Leben«, »unser Leben«, das Leben eines jeden einzelnen.“
Auf der Suche nach Kategorien, mit denen er das Phänomen des Lebens philosophisch fassen kann, lehnt Ortega zunächst den rein biologischen Begriff des Lebens ab. „Mein Leben ist nicht, was in meinen Zellen vor sich geht, so wenig wie das, was in meinen Gestirnen vor sich geht, diesen winzigen Goldpünktchen, die ich in meiner nächtlichen Welt erblicke. Sogar mein Körper ist nichts weiter als ein Detail der Welt, das ich in mir antreffe – ein Detail, das mir aus vielerlei Gründen von ausschließlicher Wichtigkeit ist, was ihm jedoch nicht den Charakter eines bloßen Bestandteils unter zahllosen anderen, die ich in der Welt vor mir antreffe, nimmt.“
Bei der Bestimmung dessen, was das Leben ausmacht, schließt sich Ortega erneut Dilthey an und stellt die Erfahrung als das erste und entscheidende Attribut in den Vordergrund. „Leben ist die seltsame und einzigartige Wirklichkeit, die das Vorrecht genießt, für sich da zu sein. Alles Leben ist Erleben, ein Lebensgefühl, ein Daseinswissen – wobei jedoch Wissen nicht mehr geistige Erkenntnis oder irgendeine Spezialkenntnis bedeutet, sondern lediglich diese überraschende Präsenz, die für jeden einzelnen sein Leben hat; ohne dieses Innesein, ohne diese Sich-Bewußtsein täte uns der Zahnschmerz nicht weh.“ Wie später Ferdinand Fellmann hervorhob, ist für Ortega ein Wesensmerkmal des Lebens die Selbsterfahrung. „indem wir uns wahrnehmen und fühlen, nehmen wir von uns Besitz; und dieses ständige Sichfinden im Besitz seiner selbst, dieses anhaltende und grundsätzliche Dabeisein bei allem, was wir tun oder sind, unterscheidet das Leben von allem übrigen.“ Zu der Selbsterfahrung gehört gleichzeitig das Bewusstsein einer ständig präsenten Mitwelt. „Leben gibt es nur in einem Kreis, der von anderen Dingen voll ist, mögen das Dinge oder Geschöpfe sein; es besteht im Anblick von Dingen und Szenen, in der Liebe zu ihnen oder im Haß auf sie, in der Sehnsucht nach ihnen oder in der Furcht vor ihnen. Jedes Leben ist ein Sichbekümmern um das andere, das nicht man selber ist; jedes Leben ist Zusammenleben mit einer Zuständlichkeit.“
In der Reflexion Ortegas über das Leben finden sich Gedanken, die in ähnlicher Form bei Heidegger oder später auch im Existenzialismus Sartres auftauchen. „Das Leben wird uns gegeben – besser gesagt, es wird uns zugeworfen, oder wir werden in Leben hineingeworfen; jedoch ist das, was uns da gegeben wird, nämlich das Leben, ein Problem, das wir selber lösen müssen. Und zwar gilt das nicht nur für jene Fälle, in denen es uns besonders schwer wird und die wir eigens Konflikte und Notlagen nennen, sonder es gilt stets und überhaupt.“ Ortega reklamierte gegenüber Heidegger, diese Gedanken, die Daseins-Idee, zuerst entwickelt zu haben, anerkannte aber Heideggers besondere Leistung bei deren Analyse.
Die Verwunderung darüber, dass dem Menschen das Leben passiert, löst bei Ortega keinen Pessimismus aus. Das Leben ist ihm vielmehr Möglichkeit. Der Mensch kann frei handeln. Dies bedeutet aber auch – erneut eine Kategorie, die sich mit dem Begriff der „Entschlossenheit“ ähnlich bei Heidegger findet. –, dass der Mensch sich ständig entscheiden muss. „[…] unser Leben ist unser Sein. Wir sind, was unser Leben ist, aber nichts darüber hinaus; und doch ist dieses Sein nicht vorausbestimmt, im voraus entschieden, sondern wir selbst müssen es entscheiden, wir müssen entscheiden, was wir sein werden […]“ Dies zwingt den Menschen, sich ständig auf die Zukunft hin zu orientieren, Heideggers Begriff der Sorge. „Nicht die Gegenwart oder die Vergangenheit ist es, die wir an erster Stelle leben, nein; das Leben ist eine Tätigkeit, die sich vorausentwirft, und die Gegenwart oder die Vergangenheit werden erst hinterher, in Relation zu dieser Zukunft, entdeckt. Das Leben ist Futurition, Ins-Künftige-Tun, ist das was noch nicht ist.“

### Ferdinand Fellmann
1993 hat Ferdinand Fellmann den Versuch unternommen, die Lebensphilosophie zu rehabilitieren, da sie infolge ihrer ideologischen Instrumentalisierung während der Zeit des Nationalsozialismus nach dem Zweiten Weltkrieg als Zerstörung der Vernunft von akademischen Philosophen abgelehnt wurde. In Fellmanns Ansatz erschöpft sich die Selbsterfahrung des Menschen nicht im Cogito von Descartes, sondern umfasst auch die rational nicht auflösbaren Bereiche der körperlichen und emotionalen Existenz. Damit gewinnt der Mensch ein realistisches Bild von sich selbst und von der Welt. Auch die sprachanalytische Philosophie ist von der Lebensphilosophie abgegrenzt; heute zeigt die Philosophie des Geistes in den USA deutliche Anleihen bei den Klassikern der Lebensphilosophie.

## Rezeption
Eine erste Darstellung der Lebensphilosophie im Überblick verfasste Max Scheler bereits 1913, in der dieser die Gemeinsamkeiten von Nietzsche, Dilthey und Bergson aufzeigte. Eine kritisch-ablehnende Darstellung aus seiner rationalistischen Position des Neukantianismus stammt von Heinrich Rickert, der die Lebensphilosophie als Modeerscheinung ansah. Ernst Cassirer monierte: „Eine Selbsterfassung des Lebens ist nur möglich, wenn es nicht schlechthin in sich selbst verbleibt.“ Fritz Heinemann betrachtete die Lebensphilosophie als ein Zwischenstadium im Übergang von der Geistphilosophie zur Existenzphilosophie. Nachdem er schon 1926 in den Kant-Studien zur Lebensphilosophie Stellung bezogen hatte, hat Georg Misch, der Schüler und Schwiegersohn Diltheys, 1930 die Beziehung der Philosophie Martin Heideggers und Edmund Husserls zur Lebensphilosophie herausgearbeitet.
Eine frühe systematische Darstellung formulierte Philipp Lersch, in der er vor allem Bergson, Dilthey und Spengler, Simmel sowie Klages als die maßgeblichen Vertreter abhandelte. Insbesondere Georg Lukács hat den Lebensphilosophen vorgeworfen, sie seien vernunftfeindlich, verträten einen Irrationalismus und den Standpunkt der „imperialistischen Bourgeoisie“. Sie seien so Wegbereiter des Nationalsozialismus gewesen. Otto Friedrich Bollnow, der sich über „die Lebensphilosophie F. H. Jacobis“ habilitiert hatte, stellte nach dem Kriege fest, dass die Lebensphilosophie weitgehend von der Existenzphilosophie verdrängt worden sei, forderte aber, deren Verengung auf das Problematische, auf Geworfenheit, Verzweiflung und Angst zu überwinden. Neben den bekannten Namen befasste sich Bollnow mit José Ortega y Gasset und nannte als verwandte Denker John Dewey, Helmuth Plessner und Max Scheler. Neben Ferdinand Fellmann hat sich insbesondere Karl Albert in jüngerer Zeit für eine Erneuerung der Lebensphilosophie eingesetzt und dabei versucht, die Lebensphilosophie mit der ontologischen Tradition zu verbinden.